# Order Sławy (Tunezja)
Order Sławy (arab. Nīšān al-Iftiḫār, نيشان الافتخار) – najwyższe odznaczenie Bejów Tunisu, utworzone na wzór tureckiego orderu o tej samej nazwie i nadawane w latach 1835–1957.
Początkowo order przyznawany był w formie jednoklasowego medalionu wysadzanego drogimi kamieniami. W 1843 otrzymał nowy wygląd 10-ramiennej gwiazdy z ułożonymi na przemian zielonymi lub czerwonymi ramionami i został podzielony na pięć klas:
- Wielka Wstęga (San’f al-Akbar),
- Wielki Oficer (San’f al-Awal),
- Komandor (San’f al-Tani),
- Oficer (San’f al-Talet),
- Kawaler I Klasy (San’f al-Raba’a),

w 1847 dodano dwie najniższe klasy:
- Kawaler II Klasy (San’f al-Khamis),
- Kawaler III Klasy (San’f al-Sadis – klasa zlikwidowana w 1861).

Od 1881, kiedy Tunezja została francuskim protektoratem, orderem zarządzała administracja francuskich orderów kolonialnych i był on nadawany równolegle przez francuskiego prezydenta.